# کوه چیم
کوه چیم (به انگلیسی: Cheam Peak) یک کوه و تپه در کانادا است که در بریتیش کلمبیا واقع شده‌است. کوه چیم ۲٬۱۰۴ متر بالاتر از سطح دریا واقع شده‌است.